# Periferia de Tesalia
La periferia de Tesalia (en griego: Περιφέρεια Θεσσαλίας, romanizado: Periféreia Thessalías), es una de las actuales trece periferias de Grecia, que comprende la Tesalia, una antigua región geográfica y tradicional del noreste del país. Su capital es Larisa.
La periferia tiene una superficie de 14 037 km² y en el censo de 2011 contaba con  732 762 habitantes.  
Desde la reforma administrativa del plan Calícrates de 2011, esta région es igualmente parte de la diócesis descentralizada de Tesalia-Grecia Central.

## Organización administrativa
Aunque la histórica región de Tesalia se extendía hacia el sur en Ftiótide y, a veces hacia el norte en Macedonia occidental, hoy en día el término "Tesalia" se identifica con la moderna región administrativa que se estableció en la reforma administrativa de 1987. Con el plan Calícrates de 2010, los poderes y la autoridad de la región se han redefinido y ampliado. Junto con la periferia de Grecia Central, Tesalia es supervisada por la diócesis descentralizada de Tesalia-Grecia Central, con sede en Larisa.
La periferia de Tesalia está dividida en cinco unidades periféricas (anteriormente solamente cuatro prefecturas, nomoi), que se subdividen en 25 municipios (dimoi). Las unidades periféricas son: 
- Karditsa (GR-41);
- Larisa (GR-42);
- Magnesia (GR-43);
- Espóradas;
- Tríkala (GR-44).

El gobernador de la periferia es Konstantinos Agorastos (de Nueva Democracia), que fue elegido en las elecciones locales de 2010 y reelegido en las de 2014 y 2019.

## Geografía

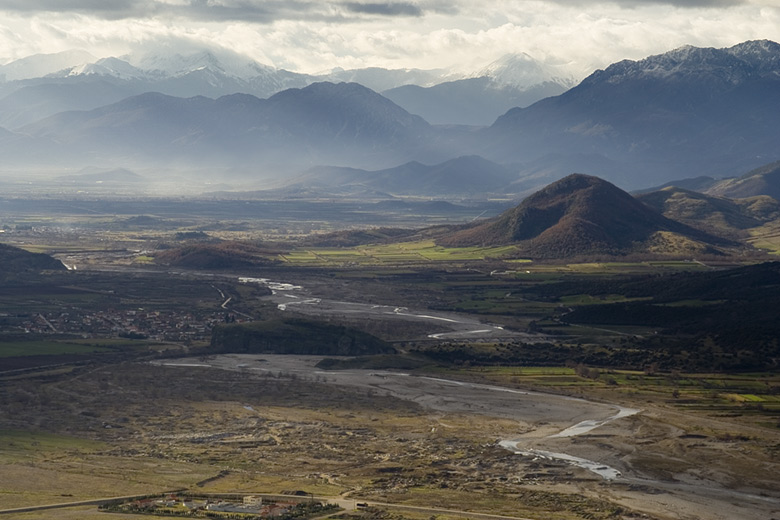
La llanura de Tesalia, que incluye el río Peneo.

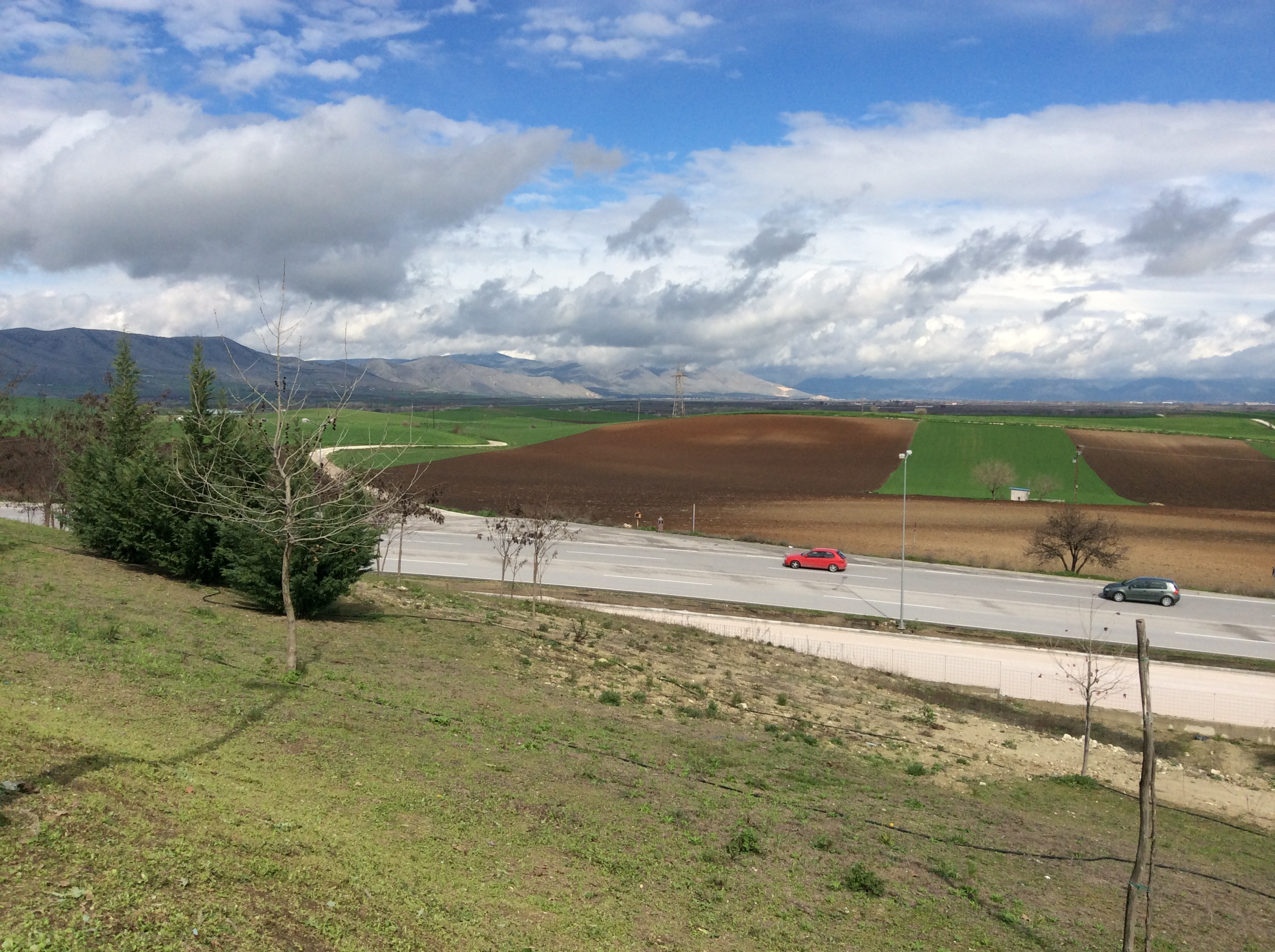
Tesalia, cerca de Larisa.

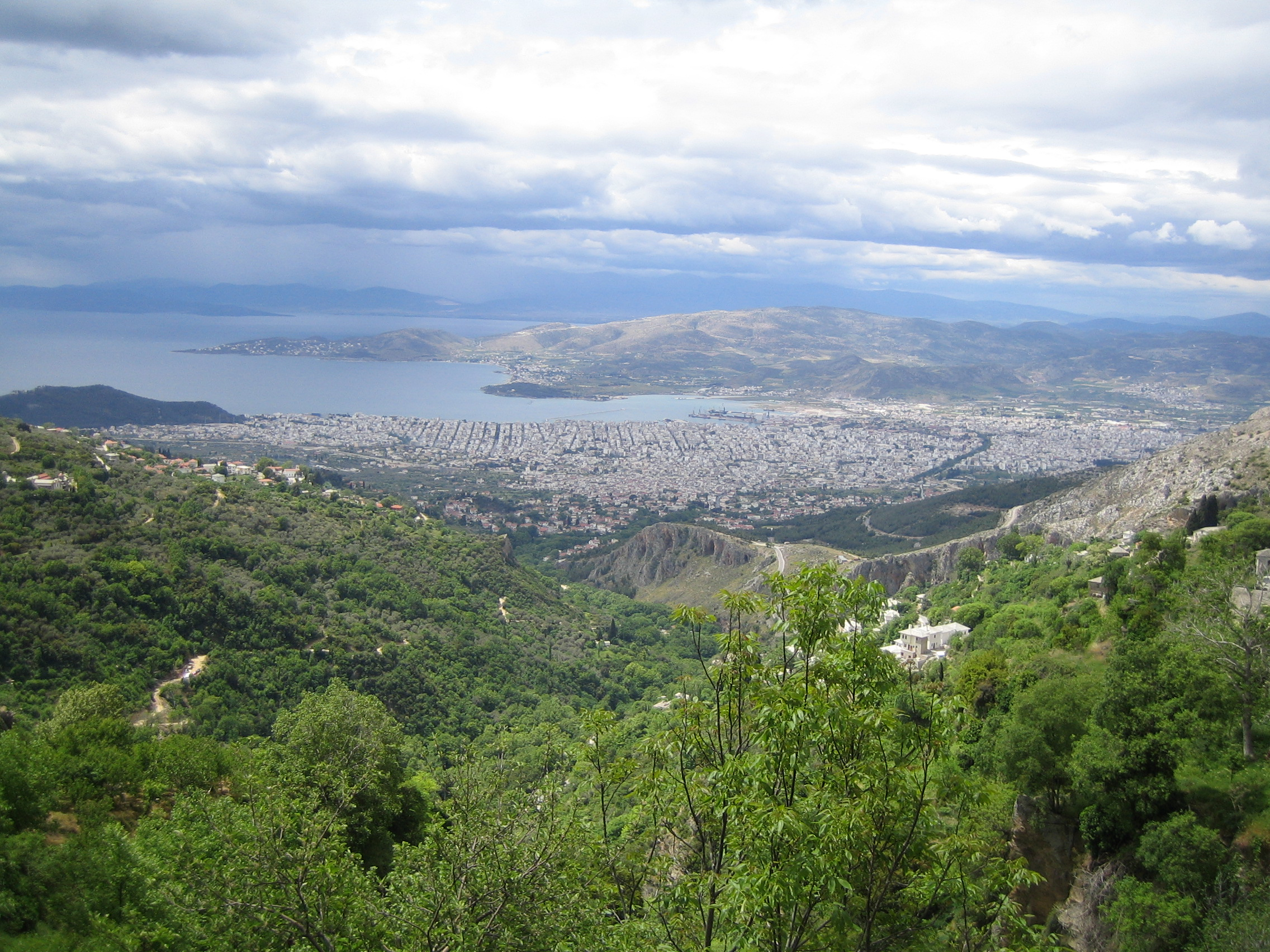
Volos visto desde la montaña Pelión.

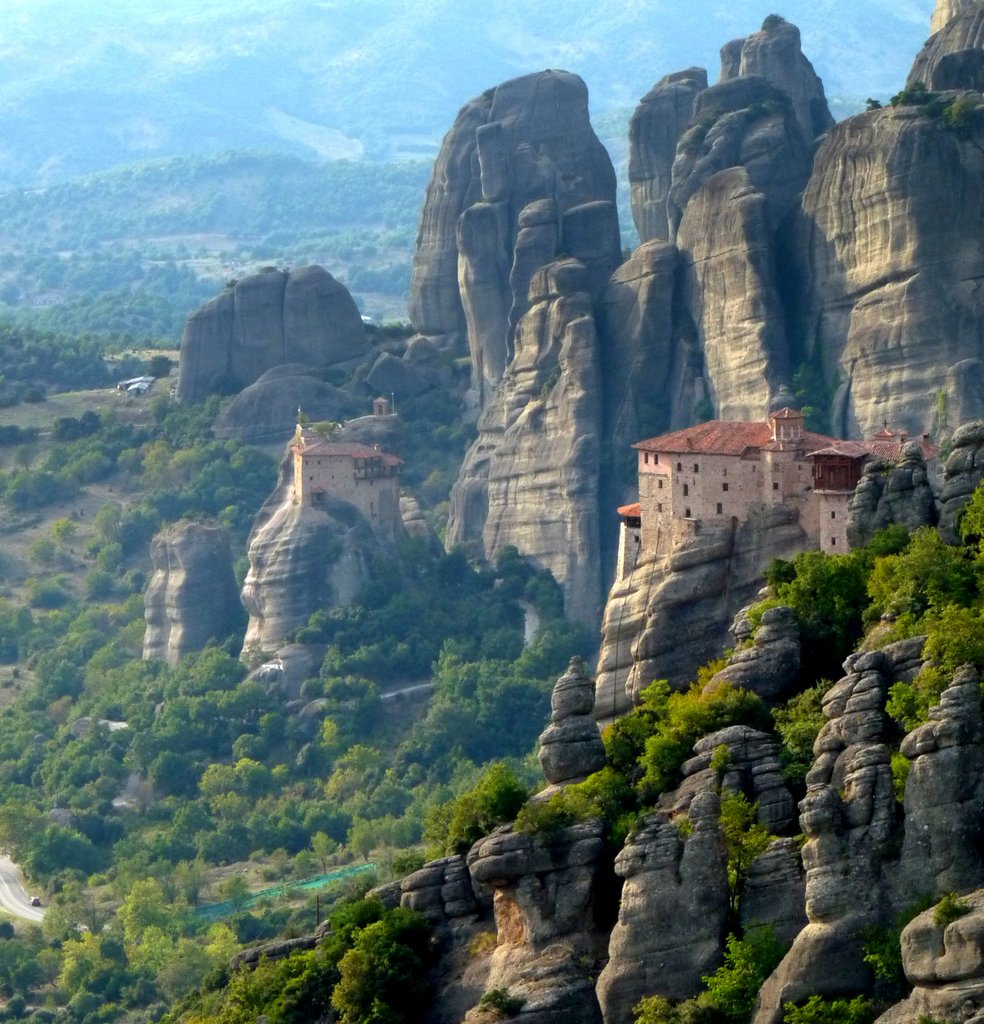
Meteora.

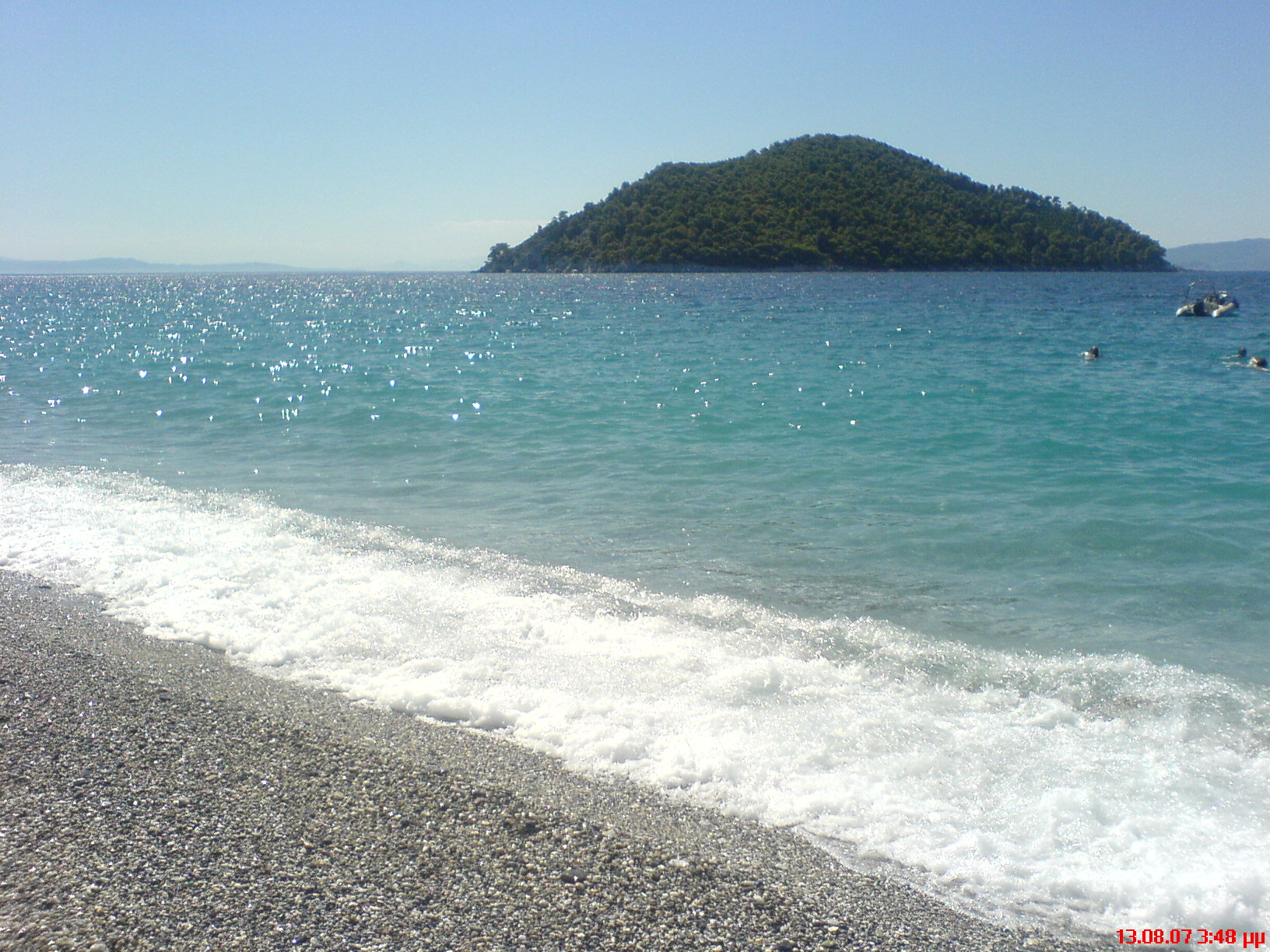
Playa en la isla de Skopelos

La periferia de Tesalia es una región del norte de Grecia localizada a orillas del mar Egeo, al sur de Macedonia. Comprende la región histórica y tradicional de Tesalia, el este de la también región histórica de Epiro y una parte de las islas Espóradas.
Tesalia ocupa la vertiente oriental de la cuenca del Pindo, que se extiende hacia el sur desde Macedonia hasta el mar Egeo. La zona norte de Tesalia se define por una espolón, de dirección general suroeste-noreste, de la sierra de Pindo, que incluye el monte Olimpo, cerca de la frontera con Macedonia. Ese espolón de montañas está roto por varias cuencas y valles de ríos. El extremo más oriental del espolón se extiende hacia el sureste desde el monte Olimpo a lo largo de la costa del mar Egeo, terminando en la península de Magnesia, que envuelve el golfo Pagasetico (también llamado golfo de Volos), y forma una ensenada del mar Egeo. El río principal de Tesalia, el Peneo, fluye hacia el este desde la parte  central de la cordillera del Pindo, justo al sur del espolón, desembocando en el golfo de Salónica.
Las tierras bajas de Trikala y Larisa forman una llanura central que está rodeada por un anillo de montañas. Tiene varias estaciones estivales e invernales, con lluvias de verano que aumentan la fertilidad de las llanuras. Esto ha llevado a que Tesalia sea llamada en ocasiones el «granero de Grecia». La región está bien delineada por límites topográficos. Las montañas de Chasia y Kamvounia se encuentran al norte, el macizo del monte Olimpo hacia el noreste. Al oeste se encuentra la cordillera del Pindo, al sureste las montañas costeras de Osa y Pelión.
Varios afluentes del Peneo fluyen a través de la región.

## Toponimia
Tesalia lleva el nombre de los tesalones, una antigua tribu griega. Se desconoce el significado del nombre de esta tribu, y se han formulado muchas teorías sobre su etimología. Según el lingüista holandés Robert S. P. Beekes, el nombre es anterior a la presencia griega en la región y podría provenir de la forma protogriega reconstruida como *Kʷʰeťťal-.
El lingüista griego Geórgios Bampiniótis también atribuye el origen del nombre de los tesalios a la época pregriega, aunque no intenta explicar su etimología.
En rumano y en arrumano se la conoce como Tesalia, exactamente igual que en castellano.

## Mitología
En la epopeya de Homero, La Odisea, el héroe Odiseo visitó el reino de Eolo, que era el antiguo nombre de Tesalia.
La llanura de Tesalia, que se encuentra entre el monte Eta y el monte Olimpo, fue el lugar de la Titanomaquia, la batalla entre los titanes y los dioses olímpicos.
Según la leyenda, Jasón y los argonautas iniciaron la búsqueda del vellocino de oro desde la península de Magnesia, en Tesalia.

## Idioma
En Tesalia, durante la Antigüedad se hablaba el dialecto eólico del griego, el cual a su vez se dividía en distintas variedades locales, en particular las variantes de la Pelasgiótide y la Tesaliótide. Tales variedades no tenían carácter literario y se conocen únicamente por inscripciones o por noticias indirectas.
En la actualidad, se habla mayoritariamente griego moderno, si bien hay minorías que todavía conservan el arrumano, una lengua romance, heredera de la época en la que los Balcanes pertenecían al Imperio romano. Algunos de los dialectos arrumanos que se hablan en Tesalia presentan algunas peculiaridades únicas, como el de Krania, en Elassona, que es uno de los pocos con marcado de objeto diferencial (DOM) junto con los dialectos hablados al oeste de Ohrid en Macedonia del Norte.

## Demografía
Según el censo realizado por el ESYE en 2011, la población de la región de Tesalia era de 732.762 habitantes y representaba el 6,8% de la población total del país. En relación con el censo de 2001, la población había disminuido el 2,8%, pero a pesar de ello Tesalia seguía siendo la tercera periferia más populosa de Grecia, sólo por detrás de las periferias de Ática y de Macedonia Central.
En el censo de 2021, la población vuelto a descender hasta los 688.255 habitantes, pero Tesalia seguía siendo la tercera periferia griega más poblada.
La población se desglosa en un 44% de población urbana, un 40% de población agraria, y un 16% semiurbana. Se ha visto una disminución en la población agraria, acompañada de un aumento en la población semiurbana. El área metropolitana de Larisa, la capital de Tesalia, tiene más de 230.000 habitantes, lo que la convierte en la mayor ciudad de la periferia.

### Principales ciudades
Tesalia cuenta con algunas de las mayores ciudades de Grecia.
- Lárisa (Λάρισα): 154.760 (146.595 en el núcleo urbano y 31.684 en Néa Ionía (Νέα Ιωνία)).
- Vólos (Βόλος): 120.403 habitantes (85.803 en el núcleo urbano).
- Tríkala (Τρίκαλα): 62.064 habitantes.
- Kardítsa (Καρδίτσα): 42.222 (40.272 en el núcleo urbano).

## Economía

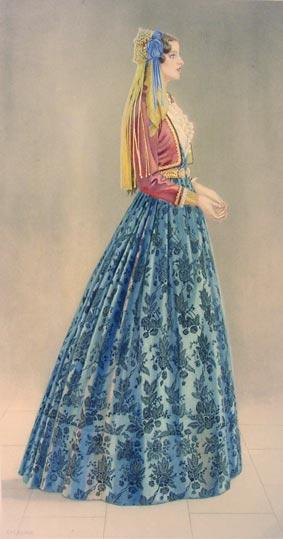
Vestido tradicional de Tesalia

La periferia de Tesalia es una gran región agrícola. Los suelos aluviales de la cuenca del Peneo y sus afluentes hacen de Tesalia una zona agrícola de vital importancia, sobre todo para la producción de grano, ganado y ovejas. La modernización de las prácticas agrícolas en la mitad del siglo XX ha llevado al control de la inundaciones crónicas que habían restringido la expansión agrícola y la diversificación en las llanuras bajas. Tesalia es la zona líder en la cría de ganado de Grecia, y los pastores de Vlach mueven grandes rebaños de ovejas y cabras estacionalmente entre las zonas más altas y las más bajas. En las últimas décadas, ha habido un aumento en el cultivo de frutos secos como almendra, pistacho y nuez, especialmente en la región de Almyrós. También se ha observado un aumento en el número de olivos. El golfo de Págasas proporciona un puerto natural en Volos para el envío de los productos agrícolas de las llanuras y el cromo de las montañas.

## Transporte
La periferia de Tesalia es atravesada por una serie de carreteras, tales como E75, y la principal vía férrea de Atenas a Salónica (Tesalónica). La región está directamente conectada con el resto de Europa a través del Aeropuerto Internacional de Grecia Central, que se encuentra en Nea Anchialos, a poca distancia de Volos y de Larisa. Vuelos chárteres enlazan la región y llevan a los turistas a una zona más amplia, sobre todo en Pelion y Meteora. La nueva infraestructura incluye una reciente terminal lista para servir 1500 pasajeros por hora y que ha permitido abrir nuevos corredores aéreos.